# Equipe da Comunidade do Pacífico na Copa Davis
A equipe da Comunidade do Pacífico na Copa Davis representa, conjuntamente, os países insulares da Oceania – excluindo Nova Zelândia e Nova Caledônia – na Copa Davis, principal competição de tênis masculina por equipes do mundo. É administrada pela Oceania Tennis Federation.

## Países e territórios representados
- Samoa Americana
- Ilhas Cook
- Fiji (1995–1998 / 2002–present)
- Guam (1995–2017)
- Kiribati
- Estados Federados da Micronésia
- Nauru
- Ilha Norfolk
- Marianas Setentrionais
- Palau
- Papua-Nova Guiné
- Samoa
- Ilhas Salomão
- Polinésia Francesa
- Tonga
- Tuvalu
- Vanuatu

## História
A equipe competiu pela primeira vez em 1995.